# Кобиле (Малопольське воєводство)
Кобиле (пол. Kobyle) — село в Польщі, у гміні Новий Вісьнич Бохенського повіту Малопольського воєводства.
Населення — 1278 осіб (2011).
У 1975-1998 роках село належало до Тарновського воєводства.

## Демографія
Демографічна структура станом на 31 березня 2011 року:
|          | Загалом | Допрацездатний вік | Працездатний вік | Постпрацездатний вік |
| -------- | ------- | ------------------ | ---------------- | -------------------- |
| Чоловіки | 658     | 165                | 432              | 61                   |
| Жінки    | 620     | 128                | 377              | 115                  |
| Разом    | 1278    | 293                | 809              | 176                  |